# Bayi-Brikolo
Bayi-Brikolo ist ein Departement in der Provinz Haut-Ogooué in Gabun und liegt im Osten des Landes. Das Departement hatte 2013 etwa 2000 Einwohner.

## Gliederung
- Aboumi